# Gespitzter Riegel
Der Gespitzte Riegel ist ein 594 m ü. A. hoher Berg im Rosaliengebirge in Niederösterreich. Er liegt östlich von Eichbüchl und südwestlich von Bad Sauerbrunn. Nur etwa 200 Meter östlich des Gipfels verläuft die Grenze zum Burgenland (bis 1921 Grenze nach Ungarn), an der entlang ein Wanderweg verläuft. Ein weiterer Weg führt von dort aus direkt über den Gipfel. Nachbarberge sind der Bergkogel (621 m) im Süden und der Mitterriegel (506 m) im Norden. Den Hauptkamm des Rosaliengebirges zwischen dem Bergkogel und dem Gespitzten Riegel nennt man "Gscheid".